# Eva Jancke-Björk
Eva Jancke-Björk, folkbokförd Eva Henriette Björk, ogift Jancke, född 25 december 1882 i Stockholms-Näs församling i Stockholms län, död 2 januari 1981 i Hedvig Eleonora församling i Stockholm, var en svensk keramiker, målare och formgivare. Sina verk signerade hon EJB, JB eller EB.
Eva Jancke-Björk var dotter till Per Gustaf Jancke, häradshövding i Uppsala läns södra domsaga, och Maria Matilda Aimé Björkenstam samt syster till Knut Gustaf Jancke, häradshövding i Fryksdals domsaga, och faster till Gunnar Jancke, överingenjör i Statens vattenfallsverk.
Hon utbildade sig vid Tekniska Skolan i Stockholm (1899–1904), i Paris under ett år och vid Konstnärsförbundets skola i Stockholm. Hon drev en egen keramikverkstad i Göteborg och arbetade därifrån under åren 1915–1921 för Rörstrands Porslinsfabrik, 1916–1917 för Orrefors glasbruk, 1921–1925 för Sankt Eriks Lervarufabriker och 1925–1956 för Bo Fajans. Åren 1922–1945 var hon lärare på Slöjdföreningens skola i Göteborg. Hon ritade textilmönster för Licium och Handarbetets Vänner.
Hennes konstnärskap innefattade även måleri och hon deltog i olika utställningar som Hemutställningen 1917, Stockholmsutställningen 1930 för Bo Fajans samt vid Liljevalchs. Hon är representerad vid Nationalmuseum. och Röhsska museet i Göteborg
Hon var från 1910 gift med psykiatern Adolf Björk (1885–1919), son till slaktaren Karl Peter Björk och Kersti Sörensson. Bland parets barn märks Leif Björk och Kaj Björk.
Eva Jancke-Björk är gravsatt i minneslunden på Norra begravningsplatsen utanför Stockholm.